# ¿Dónde están los ladrones?
¿Dónde están los ladrones? – trzeci album studyjny Shakiry wydany w 1998, wykonywany w całości po hiszpańsku.
Płyta została nominowana do nagrody Grammy 1999 w kategorii latynoskiego rocka/muzyki alternatywnej. Rok później album został nominowany do Latynoskiej Nagrody Grammy w trzech kategoriach (wygrał dwie: Best Female Pop Vocal Performance: Ojos Así i Best Female Rock Vocal Performance: Octavo Día).

## Lista utworów
1. Ciega, Sordomuda
2. Si Te Vas
3. Moscas En La Casa
4. No Creo
5. Inevitable
6. Octavo Día
7. Que Vuelvas
8. Tú
9. Dónde Están Los Ladrones?
10. Sombra De Ti
11. Ojos Así

## Single
- Ciega, Sordomuda
- Tú
- Inevitable
- Ojos Así
- Moscas En La Casa
- No Creo
- Si Te Vas